# 21306 Marani
21306 Marani este un asteroid din centura principală de asteroizi.

## Descriere
21306 Marani este un asteroid din centura principală de asteroizi. A fost descoperit pe 1 decembrie 1996 la Pianoro de Vittorio Goretti. El prezintă o orbită caracterizată de o semiaxă mare de 2,78 ua, o excentricitate de 0,14 și o înclinație de 14,7° în raport cu ecliptica.